# جوني سيباستيان
جوني سيباستيان (بالإنجليزية: Johnny Sebastian)‏ مواليد 20 نوفمبر 1921 في أودين - الوفاة 26 أبريل 2003، كان مدرب كرة سلة أمريكي ولاعب. بلغ طوله 6 قدم 0 بوصة (1.8 م). لعب مع فيلادلفيا سفنتي سيكسرز في الدوري الأمريكي لكرة السلة للمحترفين.

## روابط خارجية
- جوني سيباستيان على موقع سبورتس رفرنس (الإنجليزية)